# Intef I
Sehertauy Intef, o Intef I considerado el auténtico fundador de la dinastía XI de Egipto, y gobernó desde Tebas de c. 2130 a 2118 a. C., probablemente en corregencia con su padre Mentuhotep I "el viejo", un líder local (Dodson, Malek). 

## Biografía
En esta época Egipto estaba dividido e intentó reunirlo bajo su control. Consiguió agrupar en torno a su persona a todos los nomarcas del sur, a través de la diplomacia o de la fuerza. Inmediatamente después se proclamó faraón y gobernó sobre todo el Alto Egipto, estableciendo su capital en Tebas, incluso llegó a escribir su nombre en un cartucho y así tener un nombre de Horus como los antiguos faraones. 
Le fue posible oponerse a los más poderosos gobernantes de Heracleópolis porque había tan profunda enemistad entre los diferentes contendientes que solo el proclamarse enemigo levantaba seguidores. Pero los reyes de Heracleópolis, en el Bajo Egipto, retuvieron el poder durante su reinado, lo que originó un siglo de guerras civiles. 
Intef I se enfrentará con el monarca heracleopolitano Neferkara, abriéndose una profunda brecha por la separación de Egipto en dos grandes bloques dirigidos por ambos soberanos. Las relaciones entre ambos territorios entrarán en un periodo de calma, rota por puntuales conflictos fronterizos que provocarán una verdadera guerra de la que tenemos constancia por las inscripciones encontradas en la tumba de Anjtifi, aliado de Neferkara. Anjitifi luchó contra Intef, saliendo victorioso en un primer momento. Las luchas parecen interrumpirse por una gran hambruna que afectó al Alto Egipto. Al continuarlas Intef parece el vencedor, falleciendo poco después.
Intef I conquistó algunas ciudades al norte de Tebas, como Coptos y Dendera, dominó también las poblaciones de Hieracómpolis y El-Kab. 
La mayoría de los contemporáneos que mencionan a Intef I lo citan como "Príncipe". Es nombrado en la sala de antepasados de Thutmose III, en la dinastía XVIII, como "Noble y príncipe hereditario", en una estela lo denominan "El príncipe hereditario, Noble gran señor del nomo de Tebas", y en otra de Dendera lo llaman "El gran príncipe del Sur". Es posible que Intef I tuviera parentesco con la antigua familia real e intentara recobrar el trono apoyándose en las antiguas tradiciones. 
Se cree que Intef I murió joven, probablemente de mediana edad, y fue enterrado en una estrecha tumba perforada en la roca, en la ribera occidental de Tebas, en El-Tarif. El diseño consistía en un gran patio, cortado en la ladera de la montaña, con varias tumbas perforadas en un lateral. La tumba del propio rey no era mucho más grande que cualquiera de las otras secundarias, probablemente construidas para los miembros de la familia, esposas y altos cortesanos.

## Titulatura
| Titulatura | Jeroglífico | Transliteración (transcripción) - traducción - (referencias) |

| G5 |

| G5 |

| S29 | O4 · D21 | N16 · N16 |

| S29 | O4 · D21 | N16 · N16 |

| S29 | O4 · D21 | N16 · N16 |

| S29 | O4 · D21 | N16 · N16 |

| G5 |

| G5 |

| S29 | O4 · D21 | N16 · N16 |

| S29 | O4 · D21 | N16 · N16 |

| S29 | O4 · D21 | N16 · N16 |

| S29 | O4 · D21 | N16 · N16 |

|                |    |     |       |
| \| \| \| \| \| |    |     |       |
|                |    |     |       |
| G39            | N5 | W25 | n&t&f |

| G39 | N5 | W25 | n&t&f |

|                |    |     |       |
| \| \| \| \| \| |    |     |       |
|                |    |     |       |
| G39            | N5 | W25 | n&t&f |

| G39 | N5 | W25 | n&t&f |

|                |    |     |       |
| \| \| \| \| \| |    |     |       |
|                |    |     |       |
| G39            | N5 | W25 | n&t&f |

| G39 | N5 | W25 | n&t&f |

|                |    |     |       |
| \| \| \| \| \| |    |     |       |
|                |    |     |       |
| G39            | N5 | W25 | n&t&f |

| G39 | N5 | W25 | n&t&f |

|  |

|  |

|  |

|  |

|  |

|  |

|  |

|  |

|  |

|  |

|  |

|  |

|  |

|  |

|  |

|  |

|  |

|  |

|  |

|  |

|  |

|  |

|  |

|  |

|  |

|  |

|  |

|  |

|  |

|  |

|  |

|  |

| D21 · Q3 · D36 | F4 · D36 | D2 · D1 · O29 · N35 | M23 | W25 | N35 · X1 · I9 | A1 |

| D21 · Q3 · D36 | F4 · D36 | D2 · D1 · O29 · N35 | M23 | W25 | N35 · X1 · I9 | A1 |